# Жуклин
Жуклин (пол. Manasterz) — село на Закерзонні в Польщі, у гміні Каньчуга Переворського повіту Підкарпатського воєводства, над річкою Млєчкою. Населення — 340 осіб (2011).

## Історія
Жуклин закріпачений у 1384 р. Тоді ж початі латинізація та полонізація місцевого українського населення лівобережного Надсяння. В 1390 р. село було у власності Тарновських, пізніше перейшло до Пілецьких. Після смерті Оттона Пілицького всі довколишні села були у власності його доньки Ельжбети Грановської, яка 2 травня 1415 р. вийшла заміж за короля Владислава II Ягайла і Жуклин став королівською власністю. В 1515 р. село входило до каньчуцького ключа Перемишльської землі Руського воєводства. В 1498 і 1624 роках село зазнало знищення внаслідок нападів татар.
У 1836 р. в селі було 22 греко-католики, які належали до парафії Кречовичі Каньчуцького деканату Перемишльської єпархії. На той час унаслідок півтисячоліття латинізації та полонізації українці лівобережного Надсяння опинилися в меншості.
Відповідно до «Географічного словника Королівства Польського» в 1886 р. Жуклин знаходився у Ланцутському повіті Королівства Галичини і Володимирії, було 74 будинки і 374 мешканці, з них 336 римо-католиків, 24 греко-католики і 14 юдеїв. За даними Шематизму того року в селі було 29 греко-католиків.
У 1904 р. через село відкрита вузькоколійна залізниця Переворськ — Динів зі станцією в селі.
На 01.01.1939 році в селі проживало 590 мешканців, з них 40 українців-грекокатоликів і 550 поляків. Адміністративно село входило до ґміни Каньчуга Переворського повіту Львівського воєводства. Грекокатолики належали до парафії Каньчуга Лежайського деканату Перемишльської єпархії.
1945 року з села до СРСР вивезли 9 українців (1 родину). Переселенці прибули до Дрогобицької області. Решта українців не могла протистояти антиукраїнському терору після Другої світової війни.
У 1975—1998 роках село належало до Перемишльського воєводства.

## Демографія
Демографічна структура станом на 31 березня 2011 року:
|          | Загалом | Допрацездатний вік | Працездатний вік | Постпрацездатний вік |
| -------- | ------- | ------------------ | ---------------- | -------------------- |
| Чоловіки | 169     | 38                 | 109              | 22                   |
| Жінки    | 171     | 35                 | 91               | 45                   |
| Разом    | 340     | 73                 | 200              | 67                   |